# Salminus brasiliensis
Salminus brasiliensis is een straalvinnige vissensoort uit de familie van de karperzalmen (Characidae). De wetenschappelijke naam van de soort is voor het eerst geldig gepubliceerd in 1816 door Cuvier.